# Ormos Gerő
Ormos Gerő (szül.: Orlik Vilmos; Pozsony, 1907. október 14. – Szeged, 1987. december 18.): magyar író, drámaíró, újságíró, szerkesztő. A második világháború előtt befutott író volt nyolc regénnyel. 
Postai tisztviselőként kezdte pályáját Székesfehérváron. 23 évesen már drámáját mutatták be a királyi városban, számos novella után hamarosan regényekkel jelentkezett. A nyilvánosság korán meghozta számára az íráskedvet lendületbe hozó elismerést és sikert. Olyan buzdítói és támogatói voltak fiatalon, mint Herczeg Ferenc, Benedek Marcell, Zsigray Julianna vagy Vikár Béla – utóbbihoz később szoros baráti szálak fűzték. Weöres Sándor székesfehérvári évei alatt gyakori látogatója volt a családnak.
„Korai elismertségére jellemző – írja róla nekrológjába Foltényi Tibor – , csupán 28 éves volt, amikor a La Fontaine Irodalmi Társaság még most is a Tudományos Akadémián tartott felolvasó ülésére, József Attila mellett, meghívták vendégszereplőnek"
A II. világháború előtt a Fehérmegyei Napló munkatársa volt. 1945 után az ő kiadásában jelent meg a Fehérvári Kis Újság. Novellái jelentek meg az Új Idők, tárcái a Népszava című lapban.

## Életútja

### Származása és családja
Sokgyerekes, plebeius gyökerű, postás családban született.
„Az én szüleim nagyon szegény emberek voltak, lakásunk sem volt, csak egy apró bútorozott szoba a színház közelében. Pozsonyból egy hónapos koromban Nyitrára vittek, ott nevelkedtem egyre szaporodó testvéreim között, igen nagy szegénységben˝ – írja rövid életrajzában.

### Gyermek- és ifjúkora (1907–1926)
Ő volt az elsőszülött és egyedüli fiúgyerek, utána hat leány testvér következett. A hat leánytestvérével együtt őt is igyekeztek taníttatni szülei. Ilyen körülmények között a hat leánytestvér mellett az elsőszülött fiúnak is kevés esélye mutatkozott arra, hogy megfelelő iskolai végzettséggel értelmiségi pályát fusson be. Oldhatatlan tudásszomja és bámulatos akaratereje révén azonban káprázatos műveltségre tett szert, ez is segítette tehetsége kibontakozásában. Az első világháború után a családot, mivel magyarnak vallották magukat, áttelepítették Magyarországra, Győrbe.
1922-től Budapesten a Puskás Tivadar Távközlési Technikumba járt, utána Székesfehérváron kapott állást.

### Székesfehérvár, az ünnepelt regény- és drámaíró (1927–1968)
23 éves korától a Székesfehérvári Rádióállomáson dolgozott. Az irodalom iránt érdeklődő, érzékeny fiatalember, aki postatisztviselőként a halkan zümmögő fehérvári rádióüzem műszereit figyelte huszonnégy órás szolgálatban. Részben a rádióállomáson, részben a 48 óra szabadidőben több mint négy évtizeden át alkotta műveit 1927-től nyugdíjazásáig, 1968-ig.
„Húszéves koromban Székesfehérvárra kerültem, s ebből a petyhüdt kisvárosból próbáltam valamiképpen megszólalni. Kis vidéki lapnál kezdtem, s egy évre rá nagy merészen darabot, illetve hangjátékot írtam a rádiónak. Innen voltam még a huszonötödik esztendőmön, amikor Ódry Árpád rendezésében bemutatták egész estét betöltő drámámat, ami talán ott hever még a rádió archívumában.”
A Fejér-megyei Napló előzetes hírben közölte, hogy Büntető novella című színpadi művét 1930. november 15-én tűzi műsorára a Művész Színház társulata, a Vörösmarty Színházban.
A tehetséges írót fiatalon, már huszonévesen szárnyaira vette a hír, hiszen hangjátékait sorra műsorára tűzte a Rádió, novelláit elbeszéléseit az Új Idők, a Magyar Kultúra és más rangos fővárosi lapok közölték rendszeresen. Azt, hogy talán ő is az Új Idők „holdudvarához" tartozhatott, csak egy mondatából következett:
„Az idő tájt készültem el ´Az Alma messze hullt´ című társadalmi regényemmel, amit Benedek Marcell dajkált, s Ő biztatott arra is, hogy írjam meg a folytatását, ami aztán meg is született az előbbihez hasonlóan harminc egynéhány ívnyi terjedelemben”. (Mindent eldönt az Úr címmel)
1934-ben feleségül vette Kneifel Margitot (ekkor neve már Ormos, gyermekeik: Ágnes és Zsuzsanna). Kisprózái, karcolatai, tárcái, szinte követhetetlen mennyiségben, publicisztikái mellett, 1927-től egyre inkább székesfehérvári, majd 1969-től szegedi napilapokban (többnyire a Délmagyarországban) jelentek meg.

### Szegedi munkássága (1969–1987)
A család 1969-ben, a családfő nyugdíjazása után költözött Szegedre, Ormos Gerő attól kezdve a Délmagyarországnak is írt tárcákat, és közben regényeket.
A feszített munkával töltött, sikereket hozó, majd háborús esztendők után még azoknál is hosszabb ideig tartó mellőzöttség, elutasítás, a csendes félreállítás jutott osztályrészéül, miközben új regényeit azért íróasztalának mégis megírta. Legtöbben talán a Népszava novellistájaként ismerték. Balzacra emlékeztető termékenysége láttán fel lehet tételezni, hogy Ormos Gerő írói munkája, noha gyorsan dolgozott, már a harmincas évektől legalább napi 3-4 órát vett igénybe.

## Művei
- 1939 – Gábris bojtár (ifjúsági regény Bp., 1939) Szent István-Társulat
- 1940 – Isten árvája (r., Bp., 1940) Singer-Wolfner Kiadó
- 1941 – Fekete barázda (r.,Bp., 1941) S.W. Kiadó
- 1942 – Az alma messze hullt (r., Bp., 1942) S.W. Kiadó
- 1943 – Bérestarisznya Szent István-Társulat Budapest 1943
- 1943 – Sikátor (r., Bp., 1943) S.W.Kiadó
- 1943 – Mindent eldönt az Úr (r., Bp., 1943) S.W. Kiadó
- 1944 – Szabó Jani (r., Bp., 1944) Szent István-Társulat
- Az író örököseinek (Aracsi Lászlóné, Ormos Ágnes, Mészáros Györgyné, Ormos Zsuzsanna) kiadása a szerző életében meg nem jelent műveiből.
- 2007 – A nagy fa Válogatott elbeszélések, karcolatok  Bába és Társai Kft.
- 2010 – Homokhegy [szerkesztő Neményi László] regény
- 2010 – Kámától indultak [szerkesztő Neményi László]  regény
- 2011 – Ágrulszakadtak regény [szerk. Neményi László ] regény
- 2012 – Apám és más önéletrajzi kisprózák [ szerk: Neményi László ]